# Michella hoogstraali
Genre
Espèce
Michella hoogstraali, unique représentant du genre Michella, est une espèce d'opilions laniatores de la famille des Cosmetidae.

## Distribution
Cette espèce est endémique du Michoacán au Mexique. Elle se rencontre vers Tancítaro et Uruapan.

## Description
Le mâle holotype mesure 3,6 mm.

## Étymologie
Cette espèce est nommée en l'honneur de Harry Hoogstraal.

## Publication originale
- Goodnight & Goodnight, 1942 : « Phalangida from Mexico. » American Museum Novitates, no 1211, p. 1–18 (texte intégral).